# Церковь Рождества Пресвятой Богородицы (Бяла-Подляска)
Церковь Рождества Пресвятой Богородицы (пол. Kościół Narodzenia Najświętszej Maryi Panny w Białej Podlaskiej) — церковь в Бяла-Подляске, Польша. Церковь построена в стиле позднего барокко на средства Радзивиллов в 1747—1759 годы.

## История
Создание церкви было связано со спором между униатами и родом Радзивиллов об обладании мощами католического блаженного Иосафата. В 1743 году при посредничестве Святого Престола было решено оставить мощи в Бяла-Подляске, но при условии строительства храма , в котором служба будет вестись по восточному обряду.
Строительство началось в 1747 году и было завершено к 1759 году. Построенный храм был освящён в честь св. Варвары. В 1765 году мощи блаженного Иосафата были перенесены из замка Радзивиллов в построенную церковь.

### Православная церковь
После подавления Январского восстания в Царстве Польском российские власти вели подготовку к постепенной ликвидации униатства. В 1864 году церковь Рождества Пресвятой Богородицы в Бяла-Подляске была передана под юрисдикцию Русской православной церкви. По другим источникам это произошло в 1875 году после окончательной ликвидации Холмской униатской епархии.
В 1867 году Римский Папа Пий IX причислил Иосафата Кунцевича к лику святых. В 1873 году для предотвращения католического паломничества в церковь, где хранились мощи святого, было решено перезахоронить их в крипте храма. После передачи храма православной церкви было принято решение о её реконструкции, в ходе которой храм был переоборудован в соответствии с канонами православной церкви.
В 1915 году после отступления российских войск из Бяла-Подляски церковь была оставлена православными священниками. После немецкой оккупации города, храм был преобразован в протестантскую гарнизонную церковь.
В 1916 году по просьбе австро-венгерской армии в храме провели раскопки, в ходе которых были найдены мощи святого Иосафата.
В 1917 году была предпринята попытка передачи мощей католикам, но по решению военного руководства австрийской армии мощи святого были вывезены в Вену.

### Римско-католическая церковь
В 1919 году бывшая восточнокатолическая церковь святой Варвары была передана католикам западного обряда и освящена в честь Рождества Пресвятой Богородицы.